# Carmzow-Wallmow
Carmzow-Wallmow é um município da Alemanha, situado no distrito de Uckermark, no estado de Brandemburgo. Tem 31,86 km² de área, e sua população em 2019 foi estimada em 616 habitantes.